# Campionati mondiali di tiro 1978
I campionati mondiali di tiro 1978 furono la quarantaduesima edizione dei campionati mondiali di questo sport e si disputarono al Campo di Tiro Internazionale di Taenung a Seul. Furono messi in palio 52 titoli, 18 dei quali furono vinti da rappresentanti degli Stati Uniti.

## Risultati

### Uomini

#### Carabina
| Evento                      | Oro                                                                    | Oro       | Argento                                                                           | Argento   | Bronzo                                                                  | Bronzo    |
| Evento                      | Atleta                                                                 | Risultato | Atleta                                                                            | Risultato | Atleta                                                                  | Risultato |
| 50m 3 posizioni             | Lanny Bassham                                                          | 1165      | Malcolm Cooper                                                                    | 1159      | Ulrich Lind                                                             | 1158      |
| 50m 3 posizioni a squadre   | Stati Uniti Lanny Bassham Edward Etzel Rod Fitz-Randolph Lones Wigger  | 4604      | Germania Ovest Gottfried Kustermann Ulrich Lind Werner Seibold Karlheinz Smieszek | 4598      | Svezia Sven Johansson Carl-Erik Oeberg Esbjoern Svensson Stefan Thynell | 4587      |
| 50m a terra                 | Allister Allan                                                         | 599       | Lones Wigger                                                                      | 598       | Lanny Bassham                                                           | 598       |
| 50m a terra a squadre       | Stati Uniti Lanny Bassham J. Comley Boyd Goldsby Lones Wigger          | 2379      | Germania Ovest Kurt Hillenbrand Ulrich Lind Karlheinz Smieszek Werner Seibold     | 2378      | Svizzera Hans Braem Pierre Alain Dufaux Anton Müller Robert Weilenmann  | 2364      |
| 50m in ginocchio            | John Churchill                                                         | 390       | Charles Jermann                                                                   | 390       | Barry Dagger                                                            | 390       |
| 50m in ginocchio a squadre  | Gran Bretagna John Churchill Malcolm Cooper Barry Dagger A. Glasby     | 1542      | Germania Ovest Gottfried Kustermann Ulrich Lind Karlheinz Smieszek Werner Seibold | 1538      | Austria Gerhard Krimbacher K. Rauner Beat Stadler Wolfram Waibel        | 1536      |
| 50m in piedi                | Esbjörn Svensson                                                       | 379       | Seo Jang-Woon                                                                     | 376       | Lanny Bassham                                                           | 376       |
| 50m in piedi a squadre      | Stati Uniti Lanny Bassham J. Comley Boyd Goldsby Lones Wigger          | 1486      | Germania Ovest Kurt Hillenbrand Ulrich Lind Karlheinz Smieszek Werner Seibold     | 1481      | Svizzera Hans Braem Pierre Alain Dufaux Anton Müller Robert Weilenmann  | 1476      |
| 300m 3 posizioni            | Lones Wigger                                                           | 1160      | Juhani Laakso                                                                     | 1155      | Kuno Bertschy                                                           | 1151      |
| 300m 3 posizioni a squadre  | Stati Uniti Ray Carter David Kimes Webster Wright Lones Wigger         | 4577      | Svizzera Kuno Bertschy Charles Jermann Walter Inderbitzin Ueli Sarbach            | 4573      | Finlandia A.-O. Honkola Juhani Laakso Jaakko Minkkinen Mauri Röppaenen  | 4573      |
| 300m a terra                | Walter Inderbitzin                                                     | 399       | Lones Wigger                                                                      | 398       | Tore Hartz                                                              | 398       |
| 300m a terra a squadre      | Stati Uniti Ray Carter David Kimes Webster Wright Lones Wigger         | 1575      | Finlandia A.-O. Honkola Juhani Laakso Jaakko Minkkinen Mauri Röppaenen            | 1575      | Svizzera Kuno Bertschy Charles Jermann Walter Inderbitzin Ueli Sarbach  | 1574      |
| 300m in ginocchio           | Kuno Bertschy                                                          | 391       | Tore Hartz                                                                        | 390       | Juhani Laakso                                                           | 389       |
| 300m in ginocchio a squadre | Svizzera Kuno Bertschy Charles Jermann Walter Inderbitzin Ueli Sarbach | 1537      | Stati Uniti Ray Carter David Kimes Webster Wright Lones Wigger                    | 1531      | Finlandia A.-O. Honkola Juhani Laakso Jaakko Minkkinen Mauri Röppaenen  | 1526      |
| 300m in piedi               | Malcolm Cooper                                                         | 379       | Robert Cheyne                                                                     | 376       | Lones Wigger                                                            | 375       |
| 300m in piedi a squadre     | Stati Uniti Ray Carter David Kimes Webster Wright Lones Wigger         | 1473      | Svizzera Kuno Bertschy Charles Jermann Walter Inderbitzin Ueli Sarbach            | 1462      | Finlandia A.-O. Honkola Juhani Laakso Jaakko Minkkinen Mauri Röppaenen  | 1452      |

#### Carabina standard
| Evento         | Oro                                                              | Oro       | Argento                                                                | Argento   | Bronzo                                                                 | Bronzo    |
| Evento         | Atleta                                                           | Risultato | Atleta                                                                 | Risultato | Atleta                                                                 | Risultato |
| 300m           | David Kimes                                                      | 577       | Yves Prouzet                                                           | 574       | Malcolm Cooper                                                         | 573       |
| 300m a squadre | Stati Uniti Boyd Goldsby David Kimes Webster Wright Lones Wigger | 2281      | Svizzera Kuno Bertschy Charles Jermann Walter Inderbitzin Ueli Sarbach | 2258      | Finlandia A.-O. Honkola Juhani Laakso Jaakko Minkkinen Mauri Röppaenen | 2251      |

#### Carabina ad aria
| Evento        | Oro                                                                                | Oro       | Argento                                                            | Argento   | Bronzo                                                             | Bronzo    |
| Evento        | Atleta                                                                             | Risultato | Atleta                                                             | Risultato | Atleta                                                             | Risultato |
| 10m           | Oswald Schlipf                                                                     | 390       | Barry Dagger                                                       | 386       | G. Zuccoli                                                         | 385       |
| 10m a squadre | Germania Ovest Kurt Hillenbrand Oswald Schlipf Gottfried Kustermann Werner Seibold | 1531      | Stati Uniti Lanny Bassham J. Akemon Kurt Fitz Randolph David Kimes | 1511      | Corea del Sud Bae G.-H. Myoung Ja-Hyoun Seo Jang-Woon Yoon Deok-Ha | 1510      |

#### Pistola
| Evento        | Oro                                                           | Oro       | Argento                                                                      | Argento   | Bronzo                                                                    | Bronzo    |
| Evento        | Atleta                                                        | Risultato | Atleta                                                                       | Risultato | Atleta                                                                    | Risultato |
| 50m           | Moritz Minder                                                 | 577       | Ragnar Skanåker                                                              | 569       | Karl Westphalen                                                           | 565       |
| 50m a squadre | Svizzera Herbert Binder Roman Burkhard Moritz Minder A. Rissi | 2203      | Giappone Chikafumi Hirai Mamoru Inagaki Fumihisa Semizuki Shigetoshi Tashiro | 2202      | Germania Ovest K. Bolbrock Alfons Messerschmidt U. Scharf Karl Westphalen | 2200      |

#### Pistola a fuoco rapido
| Evento        | Oro                                                                        | Oro       | Argento                                                                   | Argento   | Bronzo                                                        | Bronzo    |
| Evento        | Atleta                                                                     | Risultato | Atleta                                                                    | Risultato | Atleta                                                        | Risultato |
| 25m           | Ove Gunnarsson                                                             | 595       | Werner Beier                                                              | 595       | Gerhard Petritsch                                             | 594       |
| 25m a squadre | Germania Ovest Werner Beier Alfred Radke Helmut Seeger Heinz Weissenberger | 2366      | Italia R. Comazzetto Roberto Ferraris Gianfranco Mantelli Alberto Sevieri | 2353      | Svezia Curt Andersson Ove Gunnarsson B. Levin Ragnar Skanåker | 2353      |

#### Pistola a fuoco
| Evento        | Oro                                                                              | Oro       | Argento                                                       | Argento   | Bronzo                                                           | Bronzo    |
| Evento        | Atleta                                                                           | Risultato | Atleta                                                        | Risultato | Atleta                                                           | Risultato |
| 25m           | Seppo Mäkinen                                                                    | 592       | Park Jong-Jil                                                 | 588       | Seppo Saarenpää                                                  | 588       |
| 25m a squadre | Finlandia Olavi Johannes Heikkinen Seppo Mäkinen Hannu Paavola Seppo Saarenpaeae | 2347      | Svizzera Marcel Ansermet P. Peklay Reinhard Reuss Alex Tschui | 2343      | Svezia Ove Gunnarsson B. Levin Staffan Oscarsson Ragnar Skanåker | 2334      |

#### Pistola standard
| Evento        | Oro                                                                      | Oro       | Argento                                                               | Argento   | Bronzo                                                         | Bronzo    |
| Evento        | Atleta                                                                   | Risultato | Atleta                                                                | Risultato | Atleta                                                         | Risultato |
| 25m           | Ragnar Skanåker                                                          | 583       | Seppo Saarenpää                                                       | 580       | Hannu Paavola                                                  | 577       |
| 25m a squadre | Finlandia Paavo Palokangas Seppo Mäkinen Hannu Paavola Seppo Saarenpaeae | 2297      | Italia Giuseppe Quadro Alberto Sevieri Roberto Vannozzi Renato Zambon | 2280      | Svizzera Marcel Ansermet Otto Keller Reinhard Ruess Alex Tshui | 2276      |

#### Pistola ad aria
| Evento        | Oro                                                                      | Oro       | Argento                                                                  | Argento   | Bronzo                                                               | Bronzo    |
| Evento        | Atleta                                                                   | Risultato | Atleta                                                                   | Risultato | Atleta                                                               | Risultato |
| 10m           | Paavo Palokangas                                                         | 391       | Seppo Saarenpää                                                          | 390       | Paulo Lamego                                                         | 388       |
| 10m a squadre | Finlandia Paavo Palokangas Seppo Mäkinen Tocmu Anttila Seppo Saarenpaeae | 1531      | Brasile Paulo Lamego Wilson Scheidemantel Benevenuto Tilli Bertino Souza | 1530      | Svezia W. Andersson Ove Gunnarsson Staffan Oscarsson Ragnar Skanåker | 1529      |

#### Bersaglio mobile
| Evento              | Oro                                                                               | Oro       | Argento                                                                           | Argento   | Bronzo                                                                                  | Bronzo    |
| Evento              | Atleta                                                                            | Risultato | Atleta                                                                            | Risultato | Atleta                                                                                  | Risultato |
| 50m                 | Juha Rannikko                                                                     | 572       | John Gough                                                                        | 570       | Carlos Silva Monterroso                                                                 | 566       |
| 50m a squadre       | Germania Ovest Guenther Danne Thomas Lederer Wolfgang Hamberger Christoph Zeisner | 1493      | Stati Uniti J. Anderson Charles Davis J. Reiber Louis Theimer                     | 1484      | Colombia Helmut Bellingrodt Hernando Barrientos Hanspeter Bellingrodt Horst Bellingrodt | 1484      |
| Misto 50m           | Giovanni Mezzani                                                                  | 387       | Günther Danne                                                                     | 384       | Ezio Cini                                                                               | 383       |
| Misto 50m a squadre | Italia Ezio Cini Giovanni Mezzani Italo Mari F. Zanella                           | 1512      | Germania Ovest Guenther Danne Thomas Lederer Wolfgang Hamberger Christoph Zeisner | 1504      | Finlandia Martti Eskelinen Jorma Lievonen Juha Rannikko M. Sateri                       | 1498      |

#### Fossa olimpica
| Evento      | Oro                                                               | Oro       | Argento                                                | Argento   | Bronzo                                                            | Bronzo    |
| Evento      | Atleta                                                            | Risultato | Atleta                                                 | Risultato | Atleta                                                            | Risultato |
| Individuale | Eladio Vallduvi                                                   | 198       | Silvano Basagni                                        | 197       | Eli Ellis                                                         | 195       |
| A squadre   | Stati Uniti L. Bannerman Daniel Carlisle Randy Voss Walter Zobell | 580       | Giappone N. Kan M. Kodaira Masao Obara Kazumi Watanabe | 576       | Spagna L. Granados Ricardo Sancho Navarro R. Ruiz Eladio Vallduvi | 576       |

#### Skeet
| Evento      | Oro                                                                      | Oro       | Argento                                                             | Argento   | Bronzo                                                        | Bronzo    |
| Evento      | Atleta                                                                   | Risultato | Atleta                                                              | Risultato | Atleta                                                        | Risultato |
| Individuale | Luciano Brunetti                                                         | 197       | Firmo Emilio Roberti                                                | 193       | Romano Garagnani                                              | 193       |
| A squadre   | Italia Luciano Benetti Lindo Dominici Romano Garagnani Giancarlo Mecocci | 578       | Francia G. Grepin Jean-Francois Petitpied Elie Penot Bruno Rossetti | 571       | Svezia Gert-Ake Bengtsson K. G. Gustavsson Mikael Johansson ? | 571       |

### Donne

#### Carabina
| Evento                    | Oro                                                   | Oro       | Argento                                                        | Argento   | Bronzo                                                   | Bronzo    |
| Evento                    | Atleta                                                | Risultato | Atleta                                                         | Risultato | Atleta                                                   | Risultato |
| 50m 3 posizioni           | Wanda Oliver                                          | 580       | Karen Monez                                                    | 575       | Christina Gustafsson                                     | 569       |
| 50m 3 posizioni a squadre | Stati Uniti Karen Monez Wanda Oliver Becky Braun      | 1705      | Svezia Anita Enqvist Christina Gustafsson Margareta Gustafsson | 1691      | Francia Yvette Curault Dominique Esnault Elisabeth Lesou | 1668      |
| 50m a terra               | Sue Ann Sandusky                                      | 596       | Dominique Esnault                                              | 595       | Karen Monez                                              | 591       |
| 50m a terra a squadre     | Stati Uniti Karen Monez Wanda Oliver Sue Ann Sandusky | 1768      | Francia Yvette Curault Dominique Esnault Elisabeth Lesou       | 1764      | Australia T. Van Nus Sylvia Muehlberg T. Smith           | 1759      |

#### Carabina ad aria
| Evento        | Oro                                                   | Oro       | Argento                                           | Argento   | Bronzo                                                     | Bronzo    |
| Evento        | Atleta                                                | Risultato | Atleta                                            | Risultato | Atleta                                                     | Risultato |
| 10m           | Wanda Oliver                                          | 385       | Karen Monez                                       | 380       | Park Nam-Soon                                              | 380       |
| 10m a squadre | Stati Uniti Karen Monez Wanda Oliver Sue Ann Sandusky | 1140      | Corea del Sud Kim Y.-S. Park Nam-Soon Yoo Joo-Hee | 1126      | Germania Ovest Monika Sonnet Elisabeth Bals Jutta Sperlich | 1116      |

#### Pistola
| Evento        | Oro                                           | Oro       | Argento                                       | Argento   | Bronzo                                           | Bronzo    |
| Evento        | Atleta                                        | Risultato | Atleta                                        | Risultato | Atleta                                           | Risultato |
| 25m           | Kimberly Dyer                                 | 590       | Brida Beccarelli                              | 584       | Helvi Leppämäki                                  | 584       |
| 25m a squadre | Danimarca Kirsten Broge B. Bruun Aase Avsteen | 1726      | Australia J. Aitken Patricia Dench Lynne Uden | 1725      | Stati Uniti Sally Carroll Kimberly Dyer Ruby Fox | 1724      |

#### Pistola ad aria
| Evento        | Oro                                             | Oro       | Argento                                         | Argento   | Bronzo                                                | Bronzo    |
| Evento        | Atleta                                          | Risultato | Atleta                                          | Risultato | Atleta                                                | Risultato |
| 10m           | Kerstin Hansson                                 | 382       | Gun Näsman                                      | 378       | Moon Yang-Ja                                          | 378       |
| 10m a squadre | Svezia Kerstin Hansson Gun Näsman I. Stromqvist | 1129      | Australia J. Aitken Patricia Dench Maureen Hill | 1108      | Corea del Sud Kang Kwan-Seok Kim Yang-Ja Moon Yang-Ja | 1107      |

#### Fossa olimpica
| Evento      | Oro                                                      | Oro       | Argento                                                | Argento   | Bronzo                                                  | Bronzo    |
| Evento      | Atleta                                                   | Risultato | Atleta                                                 | Risultato | Atleta                                                  | Risultato |
| Individuale | Susan Nattrass                                           | 195       | Wanda Gentiletti                                       | 185       | María del Carmen García                                 | 179       |
| A squadre   | Italia Wanda Gentiletti B. Guiducci Bianca Rosa Hansberg | 387       | Spagna María del Carmen García Maria Gonzalez M. Munoz | 385       | Stati Uniti Loral Delaney Audrey Grosch Valeria Johnson | 382       |

#### Skeet
| Evento      | Oro                                                          | Oro       | Argento                                     | Argento   | Bronzo                                          | Bronzo    |
| Evento      | Atleta                                                       | Risultato | Atleta                                      | Risultato | Atleta                                          | Risultato |
| Individuale | Bianca Hansberg                                              | 189       | Terry Bankey                                | 186       | Ruth Jordan                                     | 183       |
| A squadre   | Germania Ovest Saskia Brixner Claudia Von Kanitz Ruth Jordan | 395       | Stati Uniti Terry Bankey Eva Funes Ila Hill | 393       | Corea del Sud Cha K.-S. Park Sam-Lim Shin H.-D. | 268       |

## Medagliere
Nazione ospitante
| Posiz. | Nazione        | Oro | Argento | Bronzo | Totale |
| ------ | -------------- | --- | ------- | ------ | ------ |
| 1      | Stati Uniti    | 18  | 9       | 6      | 33     |
| 2      | Finlandia      | 6   | 4       | 9      | 19     |
| 3      | Italia         | 6   | 4       | 3      | 13     |
| 4      | Germania Ovest | 5   | 7       | 5      | 17     |
| 5      | Svizzera       | 5   | 6       | 5      | 16     |
| 6      | Svezia         | 5   | 3       | 6      | 14     |
| 7      | Gran Bretagna  | 4   | 3       | 2      | 9      |
| 8      | Spagna         | 1   | 1       | 2      | 4      |
| 9      | Canada         | 1   | 1       | 0      | 2      |
| 10     | Danimarca      | 1   | 0       | 0      | 1      |
| 11     | Francia        | 0   | 4       | 1      | 5      |
| 12     | Corea del Sud  | 0   | 3       | 5      | 8      |
| 13     | Australia      | 0   | 2       | 2      | 4      |
| 14     | Giappone       | 0   | 2       | 0      | 2      |
| 15     | Brasile        | 0   | 1       | 1      | 2      |
| 15     | Norvegia       | 0   | 1       | 1      | 2      |
| 17     | Argentina      | 0   | 1       | 0      | 1      |
| 18     | Austria        | 0   | 0       | 2      | 2      |
| 19     | Colombia       | 0   | 0       | 1      | 1      |
| 19     | Guatemala      | 0   | 0       | 1      | 1      |